# Radio Hannover

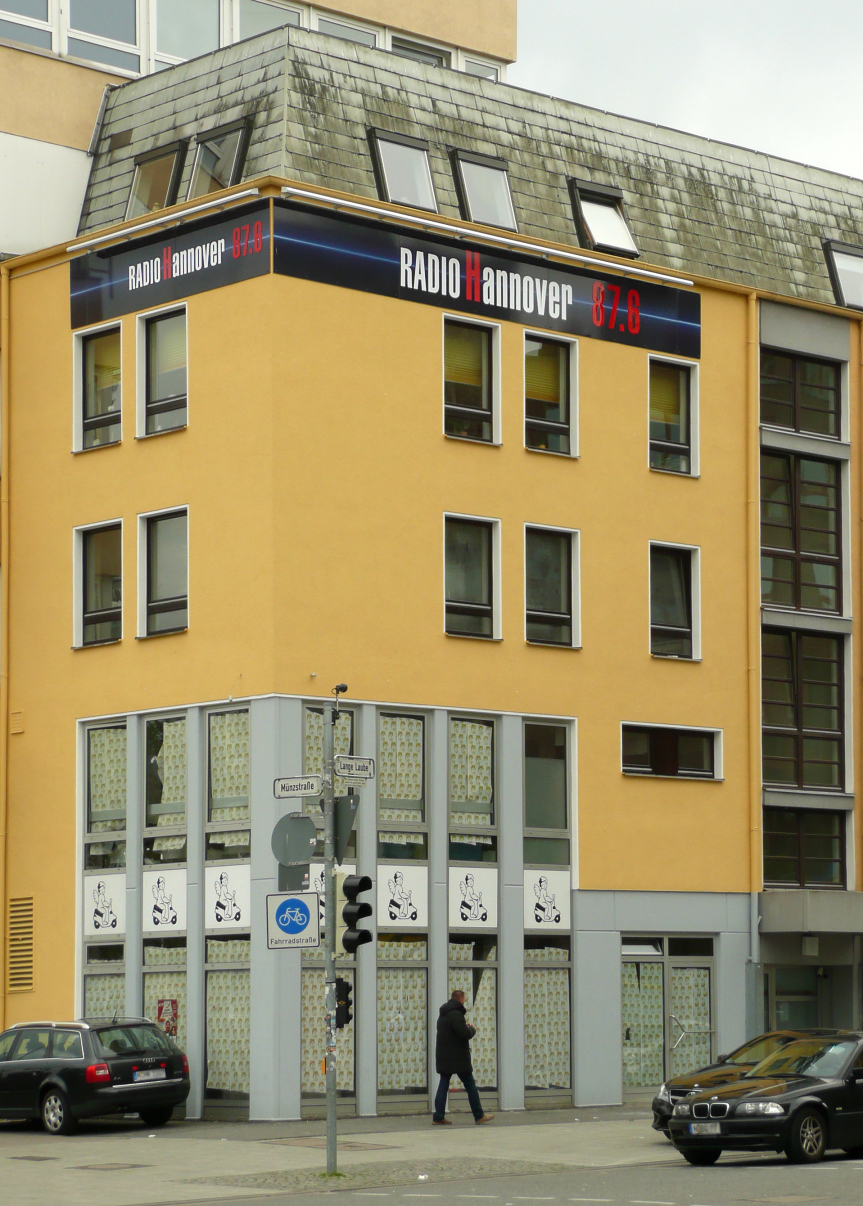
Sitz von Radio Hannover

Radio Hannover 100,0 ist ein privater Hörfunksender für Hannover und die Region Hannover, der seit dem 2. April 2014 zu empfangen ist. Im Stadt- und Umlandsgebiet von Hannover ist der Sender terrestrisch auf der Frequenz UKW 100,0 MHz zu empfangen und im Kabel auf der Frequenz 106,2 MHz. Das Programm wird darüber hinaus als Internet-Stream angeboten. Seit Juli 2023 auch über DAB+ (K8C).

## Lage
Der Sitz des Senders befindet sich gegenüber dem Steintorplatz am westlichen Ende des innerstädtischen Fußgängerbereichs, der das Steintor über die Georgstraße mit dem etwa einen halben Kilometer entfernten Stadtzentrum am Kröpcke verbindet. Am Sitz des Senders stand früher das Haus Schütze.

## Programm
Der Fokus des Programms liegt auf der Zielgruppe der 29- bis 59-Jährigen. Unter anderem werden Informationen aus dem Stadtgebiet von Hannover gesendet; hierzu zählen Umfragen, Sportberichte und Veranstaltungstipps. Es laufen Songs aus fünf Jahrzehnten, von den 70ern bis zu aktuellen Hits. Die Musikfarbe ist Pop- und Soul-geprägt. Es laufen Charthits aber auch B-Seiten. Außerdem gibt es jeden Mittwoch von 21 bis 0 Uhr  die Musik-Spezialsendung Grenzwellen.

## Moderatoren
- Björn Stack
- Claudia Fyrnihs
- Dörthe Hanssen
- Ecki Stieg (Grenzwellen)
- Jasmin Kohler
- Denise Knoche-Haarstrick
- Dennis Pumm
- Marie Müller
- Stefan Westphal
- Theo Wurth
- Marisa Puoti

## Gesellschafter
- Henk Knaupe
- Frank Maass
- Martin Wöbbeking
- Hanns Werner Staude